# Muhammad X av Granada
Muhammad X av Granada, död 1454, var sultan av Granada 1445 och 1446–1447.